# Polochion sobre
Philemon inornatus
Espèce
Statut de conservation UICN

 LC  : Préoccupation mineure
Le Polochion sobre (Philemon inornatus) est une espèce de passereaux de la famille des Meliphagidae.

## Répartition
Cet oiseau est endémique de Timor.

## Habitat
Il habite les forêts sèches tropicales et subtropicales.